# Atrichopogon flavitarsatus
Atrichopogon flavitarsatus är en tvåvingeart som först beskrevs av Becker 1903.  Atrichopogon flavitarsatus ingår i släktet Atrichopogon och familjen svidknott. Inga underarter finns listade i Catalogue of Life.